# Hoshina Masayuki

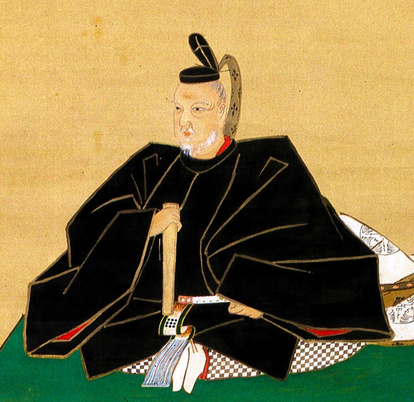
Hoshina Masayuki

Hoshina Masayuki (japanisch 保科 正之; geboren 17. Juni 1611; gestorben 4. Februar 1673 in Edo) war ein japanischer Adliger, Daimyō von Takatō, Yamagata und Aizu, das vierte Kind des Shogun Tokugawa Hidetada, Halbbruder von Tokugawa Iemitsu. Er ist bekannt für seine wohl durchdachte Regierung.

## Leben und Wirken

### Frühe Jahre
Hoshina Masayuki führte den Kindheitsnamen Yukimatsumaro (幸松麿). Seine Mutter war Hidetadas Konkubine Kan’oji Oshizu (神尾氏 お静). Im Alter von sieben Jahren wurde er von Hoshina Masamitsu (保科 正光; 1561–1631), dem Herrn auf der Burg Takatō (高遠城) in der Provinz Shinano (heute Präfektur Nagano), adoptiert. Er erbte das Vermögen seines Adoptivvaters Masamitsu in Höhe von 30.000 Koku. Im Jahr 1636 verfügte die Domäne Yamagata in der Provinz Dewa über 200.000 Koku. Im Jahr 1643 wurde sie um 30.000 Koku erhöht, sodass Aizu 230.000 Koku zur Verfügung hatte. Gleichzeitig nahm er die über 50.000 Koku von Minamiyama (南山) des Shogunata in Gewahrsam und behandelte es als Privatgebiet.
Nach Iemitsus Tod im Jahr 1651 beteiligte er sich gemäß dessen Willen als Vormund des jungen Shogun Ietsuna an der Shogunatsregierung und wurde durch den „Keian-Vorfall“ und andere Ereignisse erschüttert. Er stabilisierte die Shogunatsregierung und förderte die Literaturpolitik. Er wirkte auch am Bau der Ryogoku-Brücke (両国橋) über den Sumida-Fluss in Edo, am Bau der Tamagawa-Wasserversorgung (玉川上水; Tamagawa jōsui) und am Wiederaufbau von Edo nach dem Meireki-Großbrand 1657 mit. Er sorgte dafür, dass mit dem Beitritt zum Klan der Vasall ein lebenslanges Lehen erhielt. Gesellschaftliche Systeme wie Burgaufsicht (城代, Jōdai), Hausältester (家老, Karō), Kommissar (奉行, Bugyō), Siegelsystem (加判制. Kahansei), monatliches Dienstsystem (月番制, Tsukibansei) und Militärdienst wurden überarbeitet und verbessert.

### Spätere Jahre
In der Shōhō-Ära (正保; 1644–1648) wurden Gesetze erlassen, um die Abwanderung der Produkte des Gebiets in andere Gebiete zu verhindern, die Märkte wieder zu beleben und die Lieferung und den Kauf lokaler Produkte wie Wachs und Lack zu regeln. 1648 wurde eine allgemeine Vermessung des Territoriums durchgeführt. Im Jahr 1654 führte der Aizu-Klan das Shakura-Gesetz (社倉法) ein, durch das den Bauern Reisgeld zu niedrigen Zinssätzen zukam. Im Jahr 1658 stabilisierte der Aizu-Klan sein finanzielles Einkommen durch das Jōmen-System (定免制). Er verbot den  Suizid, um seinem  Herren in den Tod zu folgen, das „Junshi“ (殉死,), sowie Menschenhandel (人身売買, Jinshin baibai) – arme Bauern verkauften Töchter als Prostituierte. Darüber hinaus wurden die Kinder, die für ihre Eltern sorgten, belohnt und allgemein ältere Menschen unterstützt.
Masayuki war ein Anhänger des Neokonfuzianismus und Shintoismus. Neokonfuzianismus studierte er bei Yamazaki Ansai (1619–1682) und Shintoismus bei Yoshikawa Koretari (1616–1695). Er verfasste „Sukeyōhen“ (輔養編), „Gyokuzan kōgi furoku“ (玉山講義附録) „Nitei jikyō roku“ (二程治教録) und „Iraku sanko denshinroku“ (伊洛三子伝心録). Weiter hinterließ er die Schriften zur Aiyu-Dom'ne „Aizu jinja shi“ (会津神社誌) und „Aizu Fudoki“ (会津風土記). Die „Fünfzehn Familienregeln“ (家訓十五ヶ条, Kakun jūgo-ka-roku), die angeblich 1668 von Masayuki selbst verfasst worden waren, wurden zur Grundlage der Herrschaft über die Aizu-Domäne.
Hoshina konnte engstirnig moralisch sein. Aber er ist vor allem wegen seiner wohltätigen Regierung in Erinnerung. Seine Nachkommen führten den Namen „Matsudaira“.